# Бибани
Бибаните (Gymnocephalus) са род актиноптери от семейство Костурови (Percidae).
Таксонът е описан за пръв път от Маркус Елиезер Блох през 1793 година.

## Видове
- Gymnocephalus acerina
- Gymnocephalus ambriaelacus
- Gymnocephalus baloni – Високотел бибан
- Gymnocephalus cernua – Обикновен бибан
- Gymnocephalus schraetser – Ивичест бибан